# Баштина (право)
Баштина је појам који је означавао право својине на земљи која се наслеђивала у средњовековној Србији. Реч баштина има значење очевине, очинског наслеђа. Осим значења земљишне својине, има и апстрактно значење, својине уопште. Баштина се често јавља у повељама XIV и  XV века, као и у одредбама Душановог законика. Пре свега, баштине су сигурне, без обзира ко их поседује. Поседници баштина имали су слободу да с њима раде шта желе. Могли су их дати цркви, оставити себи или продати. Баштинска добра, земље, купљенице, виногради, давали су се у мираз. Изузетак су отроци као баштинска својина феудалног господара. Баштине су биле ослобођене свих работа и намета осим соћа и војне службе баштиника. Војном службом властелин је стицао право на неограничено, трајно власништво баштине. Она се одузимала само због невере.
Душанов законик је ограничавао самовољу владара и његове породице. Нико није могао узети баштину силом, куповина или замена се могла вршити само уз пристанак власника. Право наслеђа имали су сродници до осмог колена, али баштиник је могао свој посед да остави било коме. Баштиницима су називани племићи (властела) који су добијали или наслеђивали баштину. Између баштиника није постојала етничка или верска разлика. Баштину су могли поседовати и странци. Они су, били властелини или себри, имали usus (право коришћења), fructus (право убирања плодова) и abusus (право располагања ствари).

## Основни облици земљишне својине у средњем веку
Слободна баштина је припадала повлашћеном сталежу, а потчињена неповлашћеном. Њихова разлика није у томе да ли је једна од њих била ограничена и оптерећена, а друга не, већ у врсти терета и ограничења. Властеоска баштина је била оптерећена војном службом и плаћањем соћа, а ограничења су се односила на права чланова породице и ближих сродника. Ову врсту баштине имала је властела, цркве и манастири. Црквена имања су често имала посебни назив „метох, метохија”.
„Развитком феудалних односа нестаје слободног сељаштва, али понегде се још одржавају баштински поседи који нису припадали властели. Члан 174 Душановог законика предвиђа да земљани људи располажу својом баштином под условом да на њима има работника ономе господару чије буде село. Ова врста поседа тумачила се као потчињена баштина”.Код потчињене баштине терет су представљале работе и дажбине, а била је ограничена правима суседа и сеоске општине. Оваква баштина припадала је себрима, посебно меропсима, насељеницима слободних баштина. Потчињену насељеничку баштину имају и мајстори. Душанов законик потврђује ову врсту баштине себрима. Постојала је могућност смањења као и повећања земље, а то је зависило од смањења и повећања броја работника на једној баштини. Посебно треба споменути поповске баштине. Поповска баштина је била потчињена све до појаве Душановог законика када постаје слободна и тек је Законик ослободио попове-баштинике терета и работа у корист господара земље.

## Баштине као приватно правне својине
Баштина је као приватно правна својина уживала неприкосновеност. Та неприкосновеност признаје се у манастирским хрисовуљама и санкционише претњом проклетства и глобом. Душановим закоником се штити неприкосновеност црквених баштина. Имамо пример да је краљ Стефан Дечански свечано изјавио да се није огрешио о неприкосновеност црквених баштина. Душановим закоником била је призната неприкосновеност баштина и властели. Што се тиче потчињених баштина, ту се законски оне не могу сматрати неприкосновенима. Чак није било забрањено господарима земље да своје насељенике протерају. Само се у једном случају забрањује протеривање насељеника са земље и то је уређено Душановим закоником, и то ако би то учинили управници манастирских имања.
Иако су баштине биле приватна својина, њима су располагали владаоци, на име су их поклањали црквама и манастирима заједно са њиховим сопственицима.

## Индивидуална и колективна својина
Колективна својина постоји у средњовековном српском праву у облику сувласништва у задрузи.
Посебно питање је питање меропаха као правних субјеката потчињене баштине. Душановим закоником је то питање уређено и то чланом 67. У првом делу овог члана говори се о систему плаћања. Сваку плату, која дође на село, плаћају сви насељеници заједно, тзв. репарациони систем. Други део овог члана одређује да се држање земље од стране насељеника поставља у зависности од тога како они плату плаћају и работу работају. Овај члан Законика створио је могућност за постанак колективне земљишне својине села.

## Право својине
Право својине обухвата: право државине, право уживања, право располагања. У средњовековним српским правним споменицима за државину не постоји никакав термин који би означавао државину. Државина се изражава глаголом држати или имати. Примере за то налазимо у хрисовуљама и повељама из средњег века. Са истим значењем налази се глагол држати и у Душановом законику, и по питању слободне, и по питању потчињене баштине.
Уживање својине састоји се у употреби и искоришћавању ствари на основу увиђавности сопственика. Слобода уживања има извесне границе. Средњовековни правни споменици не пружају информације како се одређивало уживање својине. Експлоатисање већег дела земље вршило се настањивањем насељеника којима се уступала својина уживања на земљи. Настањивање насељеника спадало је у слободу уживања господара земље. Такво схватање налазимо у другој Аранђеловој хрисовуљи. У истој хрисовуљи стоји да је земљопоседнику осим уживања плодова земље, припадало и право на подизање и експлоатацију предузећа која су везана за пољопривреду.
Право уживања својине било је подложно ограничењима која су долазила од стране тзв. регалија. Ту се подразумева право владаоца на обављање неких рентабилних привредних послова и на узимање неких нарочитих доходака. Најзначајнија је била рудна регалија која се базирала на врховној својини владаоца на земљу, а одатле и право на простор испод земље и на плодове тог простора-руду.
Законско признање права слободног располагања својином прописано је Душановим закоником. Потпуно право располагања слободним баштинама гарантује се власти. Сви уобичајени облици располагања баштином допуштају се и насељеницима у погледу њихове потчињене баштине. Владаоци су црквама и манастирима давали свечану и званичну потврду неприкосновености новоприбављених баштинских права. Те потврде владаоца служиле су убаштињењу поклоњеног имања. Другу категорију владаочевих потврда чине даровна акта. Владаочевом потврдом се извршава убаштињење поклоњеног имања и поклон се обезбеђује од оспоравања и опозивања.
Иако је располагање баштином било слободно, ипак је било подложно ограничењима. То се углавном односи на потчињену баштину.

## Прибављање својине
Начини прибављања својине су: ратни плен, налазак, заузимање, прираштај и одржај.
- Члан 132 Душановог законика сведочи да је ратни плен био начин прибављања својине. Он предвиђа продају плена као законити и пуноважни посао. Како се долазило до законитотог ратног плена, нема тачних података, али Душанов законик такође прописује да је забрањено присвајање нађене ствари у време похода, тј. у ратно време.
- О нађеној ствари постоји посебна одредба у Душановом законику. Ова одредба се састоји од три дела: први део говори шта се не сме чинити с нађеном ствари; налазач не сме нађену ствар задржати код себе докле год је власник ствари не препозна; други део одређује казну за противправно задржавање нађене ствари; трећи део прописује да у време рата свака нађена ствар у иностранству буде пријављена војним властима.[10]
- Када је у питању непокретно имање, за њега је важило заузимање или окупација као начин прибављања својине. Заузимање земље у старо време вршило се крчењем шума на местима која нису ни од кога била заузета. У средњовековним споменицима нема глагола крчити ни именице крчевина, него се јављају глаголи требити, растребити, растежити, што значи крчити и именица лаз са значењем крчевине. Када се лаз спомиње са неким властитим именом, то указује на лице које је шуму искрчило и коме крчевина припада. Унутар властелинства прибављање потчињене својине заузимањем могло се вршити на земљама које нису биле издате насељеницима нити су се обрађивале од стране господара. То заузимање је било слободно само за насељеника из истог властелинства.[11]

Слободног простора за крчење и заузимање било је на планинама које су служиле за испашу и није било земљорадње. Тиме се право својине проширило на планине.
Пошто су планине дошле у приватну својину земљорадника, више није било могуће њихово слободно уживање од стране номадских сточара. Такође није било могуће слободно заузимање планине ради земљорадње.
Планине су могле бити владаочеве, црквене или властеоске. Душановим закоником је прописано да више не постоји ничија планина, па је свако заузимање планина, свако крчење у планинама забрањено. У једном делу Законика наводи се да ипак постоји ничија планина. Под тим се подразумева „брдо пусто међу жупама“ јер оно нема господара. Терет и одговорност за стражарење путева на њему пребацује се на околна села и њиховог господара.
Посебно је Душановим закоником уређено питање Саса. Њима је било забрањено да прибављају својину на земљи коју су окрчили ради професионалних рударских потреба, а што су чинили. Што се тиче узурпације коју су извршили пре него што је Законик издат, то је Законик признао.
- Што се тиче прибављања својине прираштајем, у средњовековним српским правним споменицима спомиње се поводом плодова земље који припадају господару земље чак и онда када је на његовој земљи неко други сејао и садио који се претходно није договорио о томе са сопствеником земљишта.

## Престанак својине
Пре свега, до престанка својине долазило је отуђивањем по жељи сопственика. Осим овог облика престанка својине, постојали су и други.
- Својина је престајала када је имање, стицајем околности, постало запуштено. Није својина престајала због намерног напуштања од стране сопственика него због објективне запуштености изазване стицајем околности неповољног времена, нарочито „размирја”. Запуштено имање се признавало за ничије и у наведеним случајевима заузимао га је владалац.

- Својина је могла престати и због узурпације. То се дешавало са црквеним имањима која је некада насилно заузимала властела. Узурпација се вршила полако, постепеним потчињавањем туђих насељеника који су са собом доносили и своје потчињене баштинике над којима је узурпатор прибављао слободну својину. Тако су се могли присвојити туђи људи, а преко њих и туђе земље. Црква је тај процес сматрала опасним по неприкосновеност својине. Црква је настојала да се у Законик унесе одредба којом се забрањује присвајање црквених меропаха. Закоником је то делимично регулисано, тако што је забрањено да се црквени људи терају на работе ван црквеног властелинства, али питање престанка својине због узурпације није у потпуности решено.
- Престанак својине због конфискације
- Потчињена својина је престајала и када није било „работника на насељеничком ждребу”. То се могло десити када у насељеничкој кући није било мушкараца или када би меропашка баштина путем отуђивања дошла у посед припадника повлашћеног сталежа који су били неспособни за рад.[12]
- Престанак својине због експропријације